# سل ثؤلولي
السل الثولولي (بالإنجليزية: Tuberculosis verrucosa cutis)‏ أو سُلٌّ جِلْدِيٌّ  ثُؤْلوليّ مرض ينجم عن الإصابة بعصية السل عند شخص مصاب بها سابقاً، وتدخل خلال جرح صغير إلى الجلد. يصاب بها اللحامون والمزارعون والأطباء والعاملون في المشافي وأكثر ما تشاهد في اليدين أو القدمين

## الأعراض والعلامات
تتصف بلويحة ثؤلولية الشكل غير منتظمة الحدود، وتضمر في المركز وتحاط بمنطقة التهابية. وتبدي آفات درنية بدون تجبن.
نظرًا لأن نقطة دخول البكتريا عادةً ما تكون موقع إصابة أو جرح أو ثقب في الجلد (أثناء تشريح الجثة، على سبيل المثال)، فإن الموقع الأكثر شيوعًا للثؤلول هو اليدين. ولكن يمكن أن يحدث في أي مكان في الجلد، مثل أسفل القدمين، في فتحة الشرج، وفي حالة الأطفال من البلدان النامية، في الأرداف والركبتين. وذلك لأن الأطفال من البلدان التي ترتفع فيها معدلات الإصابة بالسل يمكن أن يصابوا بالآفة بعد ملامسة البلغم السلي، عن طريق المشي حافي القدمين أو الجلوس أو اللعب على الأرض.[بحاجة لمصدر]
في الآونة الأخيرة، يكون للآفة الجلدية المظهر الخارجي لثؤلول أو ثؤلول، وبالتالي يمكن الخلط بينها وبين أنواع أخرى من الثآليل. يتطور إلى لوحة حمراء بنية حلقيّة مع مرور الوقت، مع شفاء مركزي وتمدد تدريجي في المحيط. في هذه المرحلة، يمكن الخلط بينه وبين الالتهابات الفطرية مثل الفطار الأرومي والكروموبلاستوما.[بحاجة لمصدر]

## التشخيص
يتم تأكيد التشخيص من خلال خزعة الجلد ونتيجة التزريع الإيجابية للعصيات المقاومة للحموضة. قد ينتج عن اختبار مانتو أيضًا نتائج إيجابية.[بحاجة لمصدر]

## المعالجة
علاج السل الثولولي هو نفسه علاج السل، وعادة ما يتكون من نظام من 4 أدوية، مثل أيزونيازيد، ريفامبين، بيرازيناميد، وإيثامبوتول أو ستربتومايسين.